# 謝斯勒山
46°52′18.6″N 9°59′32.1″E / 46.871833°N 9.992250°E
謝斯勒山（Chessler），是瑞士的山峰，位於該國東南部，由格勞賓登州負責管轄，屬於薩姆瑙恩阿爾卑斯山脈的一部分，海拔高度2,836米，每年平均降雨量1,367毫米。